# 溶解熱
溶解熱指在一定温度及压力下（通常是温度为298K，压力为100kPa的标准状态），一定质量的溶质溶解于溶剂中产生的热效应。等于一摩爾的溶質溶解在大體積的溶劑時所發出或吸收的熱量。在等壓狀態下，溶解熱等同於焓值的變化，因此也被稱為溶解焓。
溶质的量为1摩尔时的溶解热叫做摩尔溶解热。
由于在纯溶剂中或某一浓度的溶液中溶解相同物质的溶质严格说其溶解热是不一样的：
- 在保持浓度不变的条件下，大量溶液在溶解1摩尔溶质是的热效应称为微分溶解热(differential heat of solution)
- 由某一浓度c1加入1摩尔溶质使浓度变为c2的热效应称为积分溶解热(integral heat of solution)
- 在溶液中加入纯溶剂所引起的热效应称为稀释热（英语：heat of dilution）。稀释热也可分为积分稀释热和微分稀释热。

溶解热对研究溶液性质和化工生产均有指导作用。